# Кланът на пещерната мечка (филм)
„Кланът на пещерната мечка“ (на английски: The Clan of the Cave Bear) е американски филм, излязъл на екран през 1986 година, режисьор Майкъл Чапман.
Филмът е екранизация на романа „Кланът на пещерната мечка“ на американската писателка Джийн Оел, издаден през 1980 година.
В главната роля играе Дарил Хана.
 Внимание:  Текстът по-долу разкрива сюжета на произведението (или части от него)!
Във времената между Каменната ера и Желязната ера, някъде в земите на днешна Холандия едно племе кроманьонци загива, живо остава единствено едно момиченце, което попада в племе неандерталци.
1. ↑  www.imdb.com //   Посетен на 28 април 2016 г.
2. 1 2  www.filmaffinity.com //   Посетен на 28 април 2016 г.
3. 1 2 3  www.imdb.com //   Посетен на 28 април 2016 г.
4. ↑  www.boxofficemojo.com //  Box Office Mojo.   Посетен на 28 януари 2023 г.